# Kongos
Kongos (часто пишеться як KONGOS) — південноафриканський та американський гурт, що нині базується в Остіні, штат Техас. Гурт грає у жанрі альтернативного року та складається з чотирьох братів Конгосів: Ділана (вокал, бас-гітара, гітара), Джонні (акордеон, клавішні, вокал), Джессі (ударні, перкусія, вокал) і Деніела (гітара, вокал).

## Дискографія
- Kongos (2007)
- Lunatic (2012)
- Egomaniac (2016)
- 1929, Pt. 1 (2019)
- 1929, Pt. 2 (2019)
- 1929, Pt. 3 (2022)